# HMS Glory (1788)
HMS Glory (1788) — 98-пушечный британский линейный корабль, спущен на воду 5 июля 1788 года в Плимуте. Четвертый корабль Королевского флота, названный Glory.

## Революционные войны
1793 — капитан Ф. Пендер (англ. F. Pender).
1794 — капитан Дж. Эльфинстон (англ. J. Elphinstone), май 1794, флагман адмирала Г. К. Элфинстона.
Капитан Дж. Бурмастер (англ. Bourmaster), август 1794.
1795 — капитан Александр Грэм (англ. Alexander Graeme), январь 1795.
Капитан Грей (англ. Grey), сентябрь 1795.
Капитан Дж. Боуэн, декабрь 1795, под флагом контр-адмирала Кристиана (англ. H. C. Christian).
1796 — капитан сэр Джордж Хоум (англ. George Home), апрель 1796.
1797 — капитан Джеймс Брайн (англ. James Brine), Флот Канала. Дух недовольства, проявленный в мятежах 1797 года, был далеко не искоренен. Вечером 12 марта 1798 года, когда капитан прохаживался по шканцам с лейтенантом Вильямом Даниэлом (англ. William Daniel), они услышали шум в низах. Спустившись для расследования, они обнаружили что 40−50 человек пытаются отнять бочонок офицерского пива и борются со слугами и часовым из морских пехотинцев. С помощью нескольких унтер-офицеров часть смутьянов были схвачены, а остальные разогнаны; капитан Брайн получил неприятную рану указательного пальца. Через некоторое время около 150 членов экипажа составили план выбросить офицеров за борт и увести корабль в Брест. План был сорван, когда один из мятежников, морской пехотинец, отказался участвовать в убийстве 14-летнего капитанского сына Джорджа, который сделал ему много хорошего, и сообщил старшему офицеру морской пехоты.
Когда лейтенант Даниэл был поставлен в известность, он предпринял немедленные шаги к аресту зачинщиков. Он успел в последний момент, Glory был в 9 милях от острова Уэссан и на 2 мили к берегу от главнокомандующего, и два француза из команды согласились провести корабль в Брест. В случае преследования флотом они намеревались стрелять из двух пушек гон-дека вниз в люк и утопить корабль.
Несколько человек с Glory были казнены после суда военного трибунала осенью, других наказали плетьми. (Капитан Брайн умер адмиралом в 1814 году, его сын стал капитаном в 1818 году.)
1799 — капитан Т. Уэллс (англ. T. Wells), март 1799, Спитхед.
1800 — в блокаде Бреста. Прибыл в Плимут на ремонт 11 мая и снова, для второго ремонта 28 июля.
3 января 1801 корабль встал в док в Плимуте, для срезания юта. Снова вышел 10-го. Был с вице-адмиралом Митчеллом (англ. Mitchell) в бухте Бантри. Вернулся в Портсмут с другими кораблями эскадры 29 декабря, перешел в Торбей. Вошел в Плимут 13 марта 1802 для выплаты жалования за 6 месяцев.

## Наполеоновские войны
В 1803 году был на верфи в Чатеме для понижения до 74-пушечного, но переоборудование не было осуществлено.
Апрель 1804 — капитан Т. Уэллс (англ. T. Wells), с HMS Windsor Castle. Флот Канала. В июле некоторые матросы, переведенные на Glory с HMS Immortalite решили, что боцман Glory был гораздо более гуманным, чем на их собственном корабле. (На самом деле капитан Оуэн (англ. Owen) с Immortalite удерживал его от наказания слишком толстой палкой.) Они просили капитана Glory ходатайствовать за них.
1805 — капитан С. Крэвен (англ. C. Craven), флагман вице-адмирала сэра Джона Орда (англ. John Orde). На позиции под Кадисом вместе с HMS Renown, HMS Defence, HMS Polyphemus, HMS Agamemnon и HMS Ruby.
30 марта Вильнев вышел из Тулона с 17 кораблями, избежав блокады Нельсона, и достиг Кадиса вечером 9 апреля, соединившись с испанским флотом. Сэр Джон утверждал, что перед лицом соединенного флота из 19 или 20 линейных кораблей и 10—11 фрегатов, он ничего не мог сделать, но многие подозревали что Нельсон, в то время находившийся между Сардинией и Сицилией, на его месте атаковал бы.
В мае на Glory был назначен капитан Фредерик Элмер (англ. Frederick Aylmer), по-прежнему под флагом сэр Джона Орда, но вскоре он был замещен. Затем капитан Сэмюэль Уоррен (англ. Samuel Warren), флагман контр-адмирала сэра Чарльза Стирлинга (англ. Charles Stirling). Был с вице-адмиралом Робертом Кальдером 22 июля 1805 года, когда флота встретились примерно в 117 милях от Ферроля. Сражение в густом тумане, ещё усугубленном пороховым дымом, принесло своего рода победу Кальдеру: два испанских корабля сдались. Потери Glory были один убитый и один раненый.
1 января 1807 года капитан У. А. Отуэй (англ. W. A. Otway), Средиземное море.
Поставлен на прикол в Чатеме в 1808 году и превращен в плавучую тюрьму там же в 1809 году, отправлен на слом в 1825 году.